# جيفرسون (كارولاينا الشمالية)
جيفرسون (بالإنجليزية: Jefferson)‏ هي مدينة أمريكية ومركز مقاطعة آش في ولاية كارولاينا الشمالية في الولايات المتحدة الأمريكية.